# 赛城湖水产场
赛城湖水产场，是中华人民共和国江西省九江市柴桑区下辖的一个类似乡级单位。

## 行政区划
下辖以下地区：
农业分场社区、水产分场、鱼种场生活区和城门分场生活区。